# Benzine en diesel
Benzine en diesel zijn beide koolwaterstofmengsels die in verbrandingsmotoren gebruikt worden. Het verschil in interne verbrandingsmotoren zoals die in auto's zit in het ontstekingsmechanisme. De benzine- of ottomotor wordt door middel van een bougie ontstoken, de dieselmotor door zelfontbranding.
Dit mechanisme en de verschillende samenstelling van de brandstoffen leiden tot verschillen tussen de twee motortypen. In barpraat wordt het hoge koppel van een diesel geroemd en het hoge vermogen van de benzine. De controverse tussen benzine en diesel is opgelaaid sinds de turbo zijn introductie heeft gedaan. Deze zorgt voor een beter gevulde verbrandingskamer, en dus meer koppel en vermogen. Een dieselmotor is gemakkelijker te voorzien van een turbo omdat het blok al zwaar is uitgevoerd vanwege de hoge compressieverhouding.
Een goede vergelijking tussen een atmosferische benzinemotor en een geblazen diesel is dan ook lastig te maken.

## Vergelijking tussen beide brandstoffen (gemiddelde waarden)
| Kenmerk                   | Atmosferische benzine | Atmosferische diesel | Turbobenzine | Turbodiesel |
| ------------------------- | --------------------- | -------------------- | ------------ | ----------- |
| Energie-inhoud (MJ/liter) | 32                    | 36                   | 32           | 36          |
| gram CO2/liter            | 2391                  | 2672                 | 2391         | 2672        |
| Nm/liter (2000)           | 90                    | 65                   | 125          | 115         |
| Nm/liter (2007)           | 95                    | 70                   | 135          | 150         |
| kW/liter (2000)           | 47                    | 26                   | 64           | 38          |
| kW/liter (2007)           | 52                    | 28                   | 70           | 50          |

Werkelijke uitstoot (CBS, 2004) en normen
| Kenmerk                   | Benzine   | Diesel    |
| ------------------------- | --------- | --------- |
| aantal auto's (Nederland) | 5.683.243 | 1.068.596 |
| gemiddeld jaarkilometrage | 12.587    | 29.676    |
| uitstoot CO (mg/km)       | 2741      | 148       |
| uitstoot NOx (mg/km)      | 371       | 531       |
| uitstoot CO2 (g/km)       | 173       | 160       |
| uitstoot SO2 (mg/km)      | 5         | 5         |
| uitstoot PM10 (mg/km)     | 7,4       | 57        |
| Euro 4 CO (mg/km)         | 1000      | 500       |
| Euro 4 NOx (mg/km)        | 80        | 300       |
| Euro 4 HC (mg/km)         | 100       | 250       |
| Euro 4 PM10 (mg/km)       | -         | 25        |